# Coulter (Iowa)
Coulter é uma cidade localizada no estado americano de Iowa, no Condado de Franklin.

## Demografia
Segundo o censo americano de 2000, a sua população era de 262 habitantes.
Em 2006, foi estimada uma população de 256, um decréscimo de 6 (-2.3%).

## Geografia
De acordo com o United States Census Bureau tem uma área de
6,4 km², dos quais 6,4 km² cobertos por terra e 0,0 km² cobertos por água. Coulter localiza-se a aproximadamente 378 m acima do nível do mar.

## Localidades na vizinhança
O diagrama seguinte representa as localidades num raio de 16 km ao redor de Coulter.